# Bombardeo de Basta
El bombardeo de Basta fue un ataque aéreo llevado a cabo el 23 de noviembre de 2024, por las Fuerzas de Defensa de Israel (FDI) contra el barrio de Basta, en el centro de Beirut (Líbano), como parte de la invasión israelí del Líbano. El ataque aéreo en un barrio densamente poblado mató al menos a 29 personas e hirió a otras 66.

## Antecedentes
Al día siguiente de los ataques de Hamás contra Israel del 7 de octubre de 2023, Hezbolá disparó cohetes contra la región ocupada por Israel de las granjas de Shebaa, según afirmaron los ataques eran en solidaridad con el «pueblo palestino». Esto rápidamente se intensificó y se convirtieron en intercambios de ataques transfronterizos regulares con Israel, que afectaron al norte de Israel, al sur del Líbano y a los Altos del Golán.
En septiembre de 2024, Israel lanzó una intensa campaña de bombardeos contra Hezbolá, en la que mató a altos cargos y comandantes del grupo libanés y atacó centros de comando e instalaciones de almacenamiento de armas.
El 1 de octubre de 2024 Israel lanzó una ofensiva militar terrestre a la que definió como «selectiva y delimitada» en el sur del Líbano que provocó que más de 1,2 millones de ciudadanos libaneses vieran obligados a abandonar sus hogares debido a los bombardeos israelíes y los combates entre Hezbolá y las FDI.

## Bombardeo
Los ataques ocurrieron temprano en la mañana, alrededor de las 4:00 a. m. , y sin previo aviso, al menos cuatro bombas impactaron en un edificio de apartamentos de ocho piso, situado en el céntrico barrio de Basta en la calle de Al Mamoun muy cerca de donde otra acción similar de la aviación israelí había arrasado una edificio similar el pasado 10 de octubre. El edificio fue arrasado y siete edificios residenciales más pequeños situados en los alrededores también fueron destruidos, creando profundos cráteres en el suelo donde alguna vez estuvieron las estructuras. Los equipos de rescate se desplazaron rápidamente a la zona y comenzaron a trabajar inmediatamente en el lugar de la explosión buscando víctimas y posibles superviviente. El Centro de Operaciones de Emergencia informó que entre los escombros encontraron «una gran cantidad de partes de cuerpos», cuya identidad —así como la cifra final de muertos— se determinará después de realizar pruebas de ADN. Aunque se cree que al menos treinta personas se encontraban desaparecidas entre los escombros.
De manera similar al asesinato de Hasán Nasralá, los ataques aéreos habrían utilizado bombas antibúnker, que están diseñada para penetrar profundamente en el suelo antes de detonar.

## Objetivo
No se sabe con certeza cuál fue el objetivo exacto de los ataques, los medios israelíes surgieron que los objetivos podrían haber sido altos funcionarios de Hezbolá. Sin embargo, el diputado de Hezbolá, Amine Sherri, negó que hubiera miembros del grupo presentes en el edificio en el momento del ataque. Según la emisora pública israelí Kan, el ataque fue un intento de matar a Mohammed Haydar, mientras que otros informes apuntaron a Naim Qassem o Talal Hamiyeh, aunque se desconoce si algunos de ellos resultaron heridos o si se encontraban allí en el momento del ataque.
El portavoz del ejército israelí, Avichay Adraee, indicó que las FDI atacaron varios objetivos en Beirut donde supuestamente había «depósitos de armas» e «infraestructuras» de Hezbolá pero sin mencionar explícitamente el ataque en Basta.

## Consecuencias
El 24 de noviembre Hezbolá lanzó más de 340 cohetes y drones contra el norte y el centro de Israel en varias salvas durante el día. Según el Ejército de Israel, algunos de los cohetes fueron derribados mientras que otros impactaron en varias zonas del país, provocando al menos once heridos, incluido un hombre de 60 años en estado grave, y causando importante daños materiales. Se trata de uno de los ataques más intensos del grupo libanés desde que comenzó el conflicto. Según Hezbolá los ataques iban dirigidos contra varios objetivos militares, incluida la base naval de Ashdod, en el sur de Israel, y una operación contra un «objetivo militar» en Tel Aviv y que eran en respuesta a los ataques israelíes en Beirut del día anterior que causaron al menos veintinueve muertos y numerosos heridos. Algunos de los cohetes alcanzaron la zona de Tel Aviv en el centro del país.